# 腓尼基和約
腓尼基和約，或稱作腓尼基條約，為第一次馬其頓戰爭結束時，雙方所簽下的和約，於前205年伊庇魯斯附近的腓尼基簽訂。
當第二次布匿戰爭爆發，馬其頓國王腓力五世為了擴大自身實力，與漢尼拔結盟對抗羅馬而開始第一次馬其頓戰爭，並準備建造艦隊來登陸義大利半島。羅馬為了使漢尼拔斷絕其他援助，意圖使馬其頓戰爭侷限在伊利里亞地區，在前214年和前215年間，腓力五世兩次企圖入侵伊利里亞都遭到失敗，使得陸上的征服行動進展緩慢，但最終占領了伊利里亞南部和利蘇斯這個海港。
在這時侯，羅馬策動埃托利亞同盟攻擊馬其頓，並與埃托利亞結盟，在前兩年聯軍獲得小規模的勝利，獲得更多希臘城邦結盟。然而當羅馬從希臘撤軍後，埃托利亞同盟無力對抗腓力五世的優勢兵力，整個局勢因而改變，馬其頓最後重新攻下先前大部分的占領地，使雙方回到埃托利亞同盟介入前的局面，而羅馬與埃托利亞同盟準備與馬其頓談和。
前205年於伊庇魯斯北方的腓尼基簽訂此條約，和約中馬其頓獲得伊利里亞南部，但與漢尼拔盟約因此失效。同時兩方陣營的其他盟國如馬其頓方的色薩利人、亞該亞人、比奧西亞人、伊庇魯斯人、阿卡納尼亞人和比提尼亞國王普魯西阿斯一世，羅馬方的伊利里亞人、普勒尤拉圖斯二世、厄利斯人、雅典、麥西尼人、斯巴達攝政納比斯和帕加馬國王阿塔羅斯一世等勢力包括在和約內。